# Laye (Burkina Faso)
Pour les articles homonymes, voir Laye.
Laye (ou Lai, Lay[réf. nécessaire]) est une commune et le chef-lieu du département de Laye situé dans la province du Kourwéogo de la région Plateau-Central au Burkina Faso.

## Géographie
Laye se trouve à 22 km au nord-ouest du centre de Ouagadougou et à 20 km au sud-est de Boussé, le chef-lieu provincial. La commune est traversée par la route nationale 2.

## Santé et éducation
Laye accueille un centre de santé et de promotion sociale (CSPS) tandis que le centre médical avec antenne chirurgicale (CMA) de la province se trouve à Boussé.